# Emil Gemzell
Emil Edvard Gemzell, född den 24 mars 1847 i Vollsjö socken, Malmöhus län, död den 9 november 1925 i Stockholm, var en svensk präst.
Gemzell blev 1868 student vid Lunds universitet, där han avlade teoretisk teologisk examen 1870 och praktisk teologisk examen 1871. Han prästvigdes sistnämnda år och blev bataljonspredikant vid flottans station i Karlskrona 1873 samt regementspastor vid flottans station i Stockholm och kyrkoherde i Skeppsholms församling 1883. Gemzell blev assessor i hovkonsistoriet 1884, tjänstgörande extra ordinarie hovpredikant 1885 och ordinarie hovpredikant 1899. Han var kaplan vid Kunglig Majestäts orden 1892–1898. Gemzell blev ledamot av Nordstjärneorden 1898.